# Zorak
Zorak, właściwie Marcin Szymański (ur. 11 marca 1986), znany również jako Zorak 3000 – polski beatbokser i raper, a także producent muzyczny. Mistrz Polski WBW Beatbox Battle 2008. Członek zespołów Broklin, KontraKrew, NTK, Tabasko oraz W2B.
Wystąpił ponadto gościnnie na płytach takich wykonawców jak: Familia H.P., O.S.T.R., Enter, Hom Gotti, POE (Projekt Ostry Emade) oraz Voskovy.
Pochodzi z Łodzi, gdzie mieszka i tworzy. Współpracuje z Akademią Humanistyczno-Ekonomiczną oraz Teatrem Nowym w Łodzi.

## Nagrody i wyróżnienia
- 3. miejsce – Mistrzostwa Polski WBW Beatbox Battle 2005[9]
- 1. miejsce – Beatbox Battle Rytm Ulicy Piła 2006[1]
- 1. miejsce – Mistrzostwa Polski WBW Beatbox Battle 2008[10]
- 1. miejsce – Scabb Beatbox Battle 2009 Turek[1]
- 2. miejsce – Mistrzostwa Polski WBW Beatbox Battle 2009[11]
- 1. miejsce – Bruk Beatbox Battle 2011[1]
- 2. miejsce – Scabb Beatbox Battle 2011 Turek[12]

## Wybrana dyskografia
Albumy solowe
| Dane dot. albumu | Rok                                                 |
| ---------------- | --------------------------------------------------- |
| Świadomość       | - Data: 19 listopada 2013 - Wydawca: Asfalt Records |

Inne
| Album                                              | Rok  | Utwór | Źródło |
| -------------------------------------------------- | ---- | --- | ------ |
| Enter – Pomiędzy kamienicami/Liryczny żywjoł       | 2011 | „Wszystko w swoim czasie” (gościnnie: Zorak 3000) „Ognia!!!” (gościnnie: Zorak 3000, Afront) | [ 14 ] |
| Hom Gotti – Dzień dobry                            | 2012 | „Kto” (gościnnie: Zorak 3000, Enter) | [ 15 ] |
| Voskovy – 5 złotych zasad                          | 2012 | „Złota zasada 3” (gościnnie: Zorak) | [ 16 ] |
| Centrum Eudezet Label – Nie łódź się Mixtape vol.1 | 2012 | Zorak 3000, Enter – „Dziś jest ten dzień” Zorak 3000, Enter – „Bękarty wojny” Zorak 3000, Enter, Mamry, K3 – „Nie mów nic” QLA, Zorak 3000, Esel, Bolan, QBA, Deser – „Promo" Zorak 3000, Enter – „Życie w starym getcie” Zorak 3000, Enter – „Wyjebane mam” Zorak 3000, Enter, Derk – „Nie łódź się" | [ 17 ] |
| Skate-Europe.com                                   | 2012 | Zorak 3000 – „Łódź – jesteśmy tutaj na dobre” | [ 18 ] |
| O.S.T.R., Marco Polo – Kartagina                   | 2014 | „Garri Kasparow” (gościnnie: Green, Kas, Zorak 3000) | [ 19 ] |

## Teledyski
| Tytuł             | Rok  | Reżyseria/Realizacja              | Album      | Źródło |
| ----------------- | ---- | --------------------------------- | ---------- | ------ |
| „Ełdezet”         | 2013 | Asfalt Studios, Bidi coś kręci    | Świadomość | [ 20 ] |
| „Nie poddaję się” | 2013 | Asfalt Studios, Bidi coś kręci    | Świadomość | [ 21 ] |
| „Długi sen”       | 2013 | Damian Michalak, Maciej Karbownik | Świadomość | [ 22 ] |